# RAD51L3
RAD51L3‏ (RAD51 paralog D) هوَ بروتين يُشَفر بواسطة جين RAD51L3 في الإنسان.